# Alemania, madre pálida
Alemania, madre pálida (Deutschland, bleiche Mutter) es una película alemana de 1980 dirigida por Helma Sanders-Brahms y protagonizada por Eva Mattes, Ernst Jacobi, Elisabeth Stepanek, Angelika Thomas y Rainer Friedrichsen. Se mostró en el Festival Internacional de Cine de Berlín de 1980, donde fue nominada para un premio Oso de Oro. 

## Sinopsis
Lene tiene una hija con Hans mientras él llora en el frente al matar civiles a sangre fría durante la Segunda Guerra Mundial. Al ser invadida Alemania, Lene es violada por soldados americanos.

## Ficha técnica
- Música: Jürgen Knieper
- Cámara: Jürgen Jürges
- Castin: Götz Heymann
- Producción: Renée Gundelach / WDR, Walter Höllerer
- Coloquio literario: Helma Sanders-Brahms
- Dirección: Helma Sanders-Brahms

## Reparto
- Eva Mattes como Lene.
- Ernst Jacobi como Hans.
- Elisabeth Stepanek como Hanne.
- Angelika Thomas como Lydia.
- Rainer Friedrichsen como Ulrich.
- Gisela Stein como Tía Ihmchen.
- Fritz Lichtenhahn como Tío Bertrand.
- Anna Sanders como Anna.

## Premios
- 1980: Grand Prix del Créteil International Women's Film Festival.
- Nominada para el Oso de Oro de Berlín en el Festival Internacional de Cine de Berlín.[1]